# Rod Taylor
Rod Taylor, właśc. Rodney Stuart Taylor (ur. 11 stycznia 1930 w Sydney, zm. 7 stycznia 2015 w Beverly Hills) – australijski aktor.

## Życiorys
Urodził się w Lidcombe, na przedmieściach Sydney, jako syn Mony Taylor (z domu Thompson), autorki ponad stu opowiadań i książek dla dzieci, i Williama Sturta Taylora, wykonawcy konstrukcji stalowych i artysty komercyjnego. Jego drugie imię pochodzi od jego prapradziadka, kapitana Charlesa Sturta, brytyjskiego odkrywcy australijskiego Outback w XIX wieku.
Uczęszczał do Parramatta High School, a później studiował w East Sydney Technical & Fine Arts College i brał udział w zajęciach plastycznych. Matka chciała, żeby został artystą i namawiała go, żeby uczęszczał na zajęcia plastyczne. Przez pewien czas pracował jako artysta komercyjny, ale zdecydował się zostać aktorem po obejrzeniu objazdowego przedstawienia Ryszard III w The Old Vic z udziałem Laurence’a Oliviera.
Taylor zdobył rozległe doświadczenie sceniczne w Australii grając w sztukach: Juliusz Cezar Williama Shakespeare’a (1950), Dom odważnych Arthura Laurentsa (1950), Mezalians George’a Bernarda Shawa (1951), Bliźnięta Plauta (1952), Komedia omyłek Shakespeare’a (1952) i They Knew What They Wanted Sidneya Howarda (1952). Jego praca radiowa obejmowała okres w seryjnym słuchowisku ABC Blue Hills (1951–1952) w roli Andersona Robertsa, a także jako Tarzana. Po raz pierwszy trafił przed kamery w roli George’a McLeaya w 18–minutowym filmie W głębi lądu ze Sturtem (Inland with Sturt, 1951). W przygodowym dramacie kryminalnym Król Morza Koralowego (King of the Coral Sea, 1954) został obsadzony w roli Amerykanina Jacka Janiero. W dramacie przygodowym Długi John Silver powrót na wyspę skarbów (Long John Silver, 1954), nieoficjalnej kontynuacji Wyspy skarbów, zagrał Israela Handsa.
Zdobył rozgłos główną rolą Mitcha Brennera w dreszczowcu Alfreda Hitchcocka Ptakach (1963). W westernie George’a Stevensa Olbrzym (Giant, 1956) został obsadzony w jednej ze swoich wczesnych hollywoodzkich ról Sir Davida Karfreya, męża Lacy po tym, jak wystąpił jako Tommy Scarbrough w odcinku serii familijnej Studio 57 (1955) zatytułowanym „Córka czarnej owcy” („The Black Sheep’s Daughter”) z Carolyn Jones. Wystąpił jako Lee Allen w dramacie Michelangelo Antonioniego w Zabriskie Point (1970) i Marko, dowódca partyzanckiego oddziału walczącego z hitlerowcami w jugosłowiańskim melodramacie wojennym Partyzanci (Partizani / Партизани, 1974) z Adamem Westem. W trzygodzinnym biograficznym dramacie telewizyjnym ABC Jacqueline Bouvier Kennedy (1981) pojawił się jako John Vernou Bouvier III, ojciec Jacqueline Kennedy Onasis (Jaclyn Smith), makler papierów wartościowych na Wall Street. W czarnej komedii Stephana Elliotta Witajcie w krainie Woop Woop (Welcome to Woop Woop, 1997) zagrał wulgarnego wieśniaka Daddy–O. W czarnej komedii wojennej Quentina Tarantino Bękarty wojny (2009) wcielił się w rolę premiera Winstona Churchilla.
Zmarł 7 stycznia 2015 w swoim domu, w otoczeniu rodziny w Beverly Hills w Kalifornii na zawał serca, cztery dni przed swoimi 85. urodzinami.

## Wybrana filmografia
- Król koralowych mórz (1953) jako Jack Janiero (debiut)
- Kosztowny związek (1956) jako Ralph Halloran
- Olbrzym (1956) jako David Kafrey
- W poszukiwaniu deszczowego drzewa (1957) Garwood Jones
- Osobne stoliki (1958) jako Charles
- Jak zdobyć męża (1959) jako Ross Taford
- Wehikuł czasu (1960) jako George (wynalazca)
- 101 dalmatyńczyków (1961; animacja) – Pongo (głos)
- Zgromadzenie orłów (1963) jako płk Hollis Farr
- Niedziela w Nowym Jorku (1963) jako Mike Mitchell
- Z życia VIP-ów (1963) jako Les Mangrum
- Ptaki (1963) jako Mitch Brenner
- Młody Cassidy (1965) jako John Cassidy
- Likwidator (1965) jako Brian „Boysie” Oakes
- 36 godzin (1965) jako mjr. Walter Gerber
- Kosmiczne przygody Jennifer (1966) jako Bruce Tempelton
- Hotel (1967) jako Peter McDermott
- Ciemna strona słońca (1968) jako kpt. Curry
- Zabriskie Point (1970) jako Lee Allen
- Rabusie pociągów (1973) jako Grady
- A Matter of Wife... and Death (1975) jako Shamus McCoy
- Czas na śmierć (1982) jako Bailey
- W szponach strachu (2007) jako Doc
- Bękarty wojny (2009) jako Winston Churchill